# Hellevaart van Christus

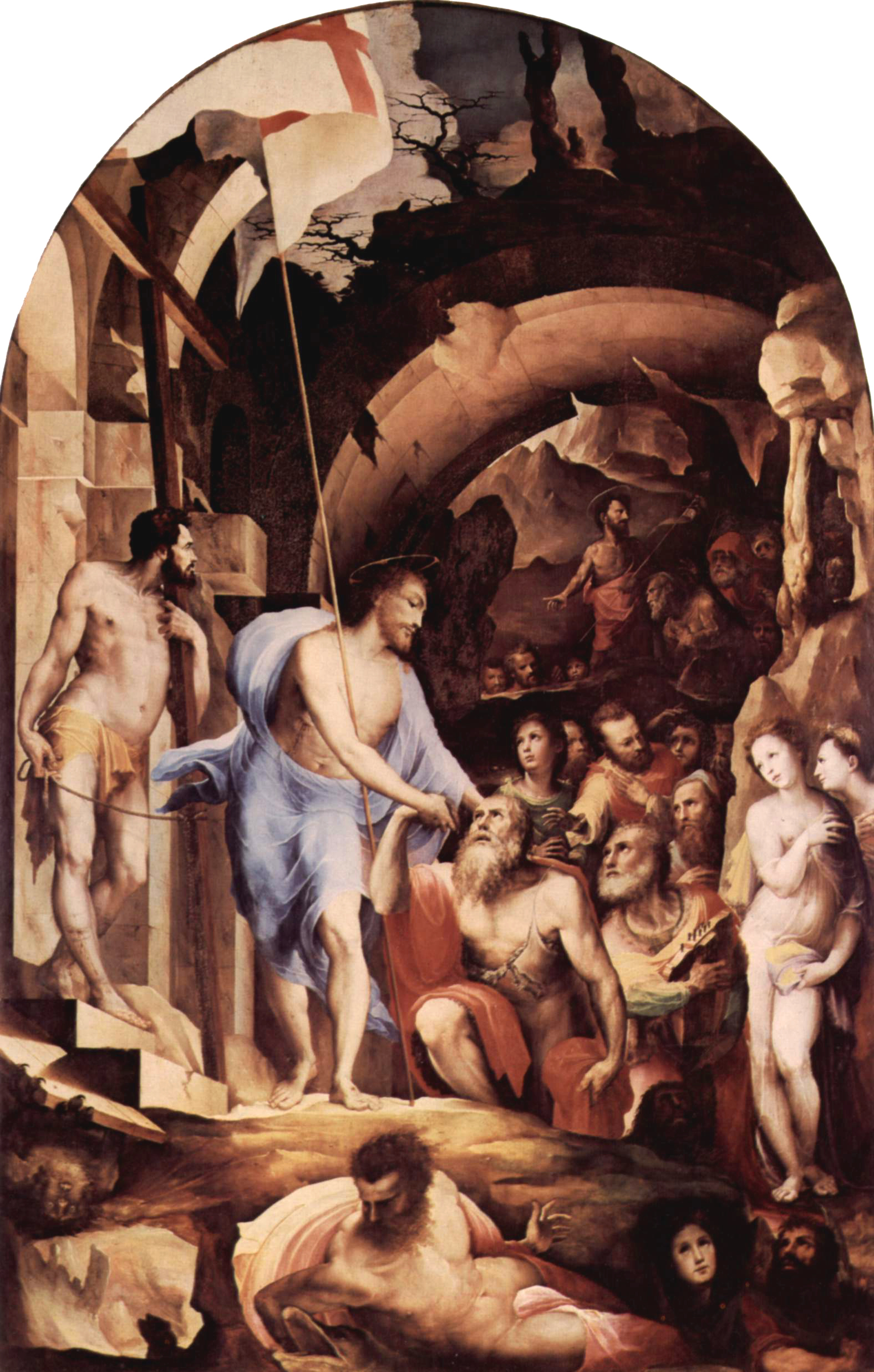
Afdaling van Christus in de onderwereld, Domenico Beccafumi (1530/35)

In de christelijke theologie is de Hellevaart van Christus (Latijn: Descensus Christi ad Inferos, "Christus' afdaling naar de onderwereld") de afdaling van Jezus Christus naar de onderwereld of de hel in de periode tussen zijn dood en herrijzenis. Bij die gebeurtenis zou hij de zielen van de rechtvaardigen vanaf Adam hebben bevrijd. Deze voorstelling wordt gebaseerd op Efeziërs 4:9 en 1 Petrus 3:19.

## Interpretatie

### Kerkvaders
Het verhaal over Jezus' afdaling naar de onderwereld werd onderwezen door theologen in het vroege christendom. Voorbeelden hiervan zijn de Homilie op Pesach en de nog explicietere Homilie op Heilige Zaterdag van Melito van Sardes (ca. 180), Tertullianus' Verhandeling over de Ziel, 55 (waarin hij overigens aangeeft het idee te verwerpen), de Verhandeling over Christus en Antichrist van Hippolytis van Rome en Origenes' Contra Celsum. Het verhaal werd echter vooral populair door de Acta Pilati ("Handelingen van Pilatus") in het Evangelie van Nikodemus (midden 4e eeuw).

### Oosters christendom

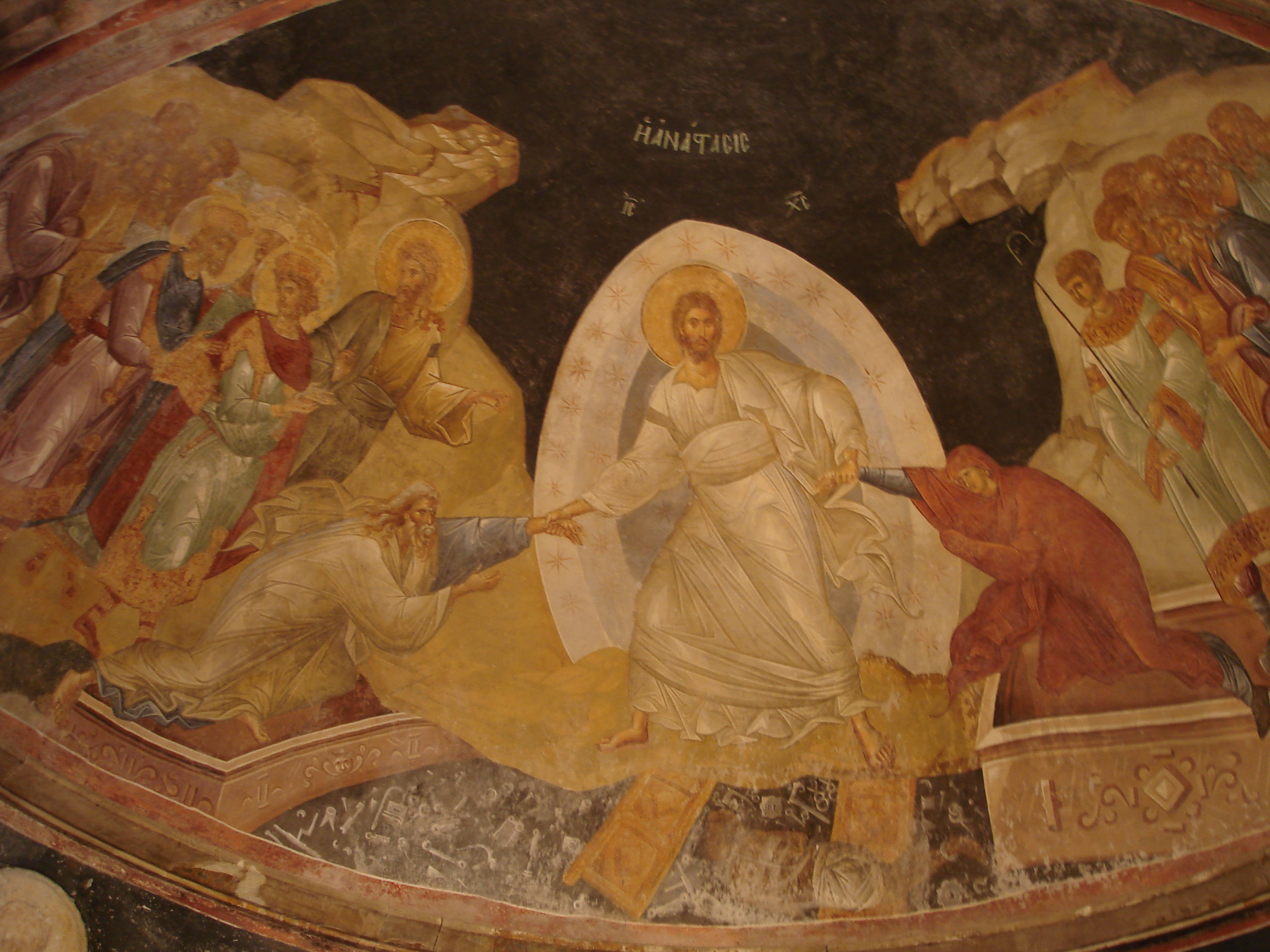
Anastasis - fresco in de Chorakerk in Istanboel (ca. 1320)

In het Oosters christendom geldt de afdaling in het dodenrijk als een centrale heilsgebeurtenis: "Het feit dat de opstanding van Jezus (anastasis) werd voorafgegaan door een afdaling (katabasis) van Jezus in het dodenrijk (Hades) is [...] in de Oosterse Kerk [...] het centrale motief van de Paas-icoon."

### Rooms-Katholieke kerk
Volgens de catechismus van de Roomse Kerk betekent de Hellevaart twee zaken. Vooreerst dat Jezus echt gestorven is zoals elke sterfelijke mens. Ten tweede daalde hij niet af naar de hel maar naar de onderwereld waar de zielen vast lagen die niet tot de hemelpoort konden geraken: het voorgeborchte van de hel. Jezus ging niet de hel vernietigen noch de veroordeelden daar bevrijden. Jezus bracht enkel de rechtvaardigen die voor hem geleefd hadden weg van deze plek.

## Evaluatie van de tekst

### Efeziërs 4:9
Dit vers luidt:

Hij is opgevaren; wat is het, dan dat Hij ook eerst is nedergedaald in de nederste delen der aarde? (Statenvertaling)

De uitdrukking "de nederste delen" is een vertaling van het Koinè τὰ κατώτερα, ta katōtera, "de diepten", letterlijk: "het lagere". Het superlatief hiervan is τὰ κατώτατα (ta katôtata, "het onderste"), een term die voorkomt in de Apostolische geloofsbelijdenis, in de zinsnede die in het Latijn wordt vertaald met "descendit ad inferos", "die beneden zijn". Op andere plaatsen wordt deze term met Hades of hel vertaald. Sommige theologen gebruiken Sheol of voorgeborchte om het door Christus betreden deel van de onderwereld af te grenzen van de hel waar de verdoemden zitten.
Dat dit zou duiden op een mythische voorstelling van een prediking voor de onderwereld is een vrij late ontwikkeling.

### 1 Petrus 3:19
Dit vers luidt:

Hij is naar de geesten gegaan die gevangenzaten, om dit alles te verkondigen.

Met 'geesten' worden in het Nieuwe Testament meestal bovenaardse wezens bedoeld. Over deze geesten wordt in het volgende vers gezegd dat het ongehoorzame geesten waren in de dagen van Noach. 
- Sommige exegeten vatten dit op als ongelovige tijdgenoten van Noach.[7][8][9] Zij baseren dit op 4:6, waarin staat dat het evangelie ook aan de doden is verkondigd. Deze doden zouden de geesten zijn en samenvallen met de ongelovige generatie van Noach.
- Andere exegeten zien in deze geesten de "zonen van God" uit Genesis 6:2. Deze worden in navolging van 1 Henoch vaak beschouwd als gevallen engelen. Ze worden gebonden en gevangen gezet tot aan het eindoordeel.[10] Henoch wordt door God naar hen gezonden om hun verdoeming aan te kondigen. 1 Petrus zou zich hierdoor hebben laten inspireren. Christus is de nieuwe Henoch, die naar de geesten in de kerker gaat om hun een boodschap te brengen.